# روي إم. هافينغتون
روي إم. هافينغتون (بالإنجليزية: Roy M. Huffington)‏ هو دبلوماسي وضابط أمريكي، ولد في 4 أكتوبر 1917 في تومبول في الولايات المتحدة، وتوفي في 11 يوليو 2008 في البندقية في إيطاليا.

## وصلات خارجية
- روي إم. هافينغتون على موقع إن إن دي بي (الإنجليزية)